# Saichō

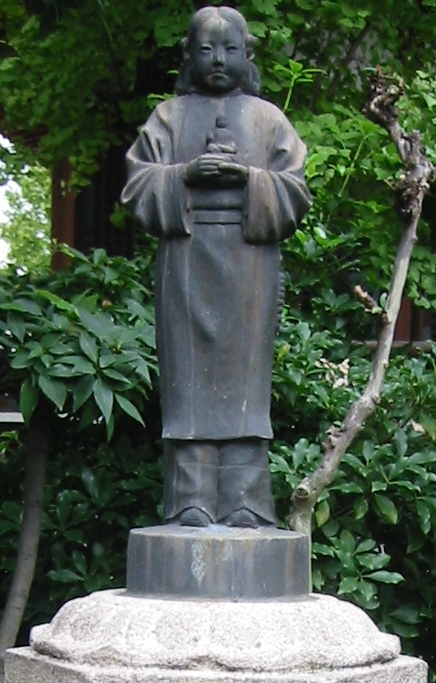
Statue représentant Saichō

 (janvier 2021).
Saichō (最澄, 767–822) est un moine bouddhiste. Il a fondé la branche du bouddhisme Tendai au Japon. Il est connu aussi sous son nom posthume de Dengyō Daishi.

## Biographie
Né Mitsu no Obito Hirono (三津首広野) à Ōmi de Mitsu no Obito Momoe, Saichō s'initie dès l'âge de douze ans au temple provincial de Ōmi à la discipline du Hossō et du « Zen septentrional » sous la conduite du moine Gyōhyō (722-797). Novice à quatorze ans, il reçoit les règles disciplinaires complètes à dix-neuf ans au Tōdai-ji de Nara. À cette époque, il se retire sur les hauteurs du mont Hiei, il y pratique le Zen et étudie le Kegon pour ensuite s'enflammer à la lecture des premières écritures Tendaï apportées au Japon par Ganjin (688-763).
L'historien François Macé se demande où Saichō aurait pu prendre contact avec le « pré-Tendaï » japonais: « On croit qu'il avait tout au moins lu des passages du Court traité de méditation assise sur la culture de l'apaisement et de l'examen mental, plus couramment connu sous le nom de Court traité sur l'apaisement et de l'examen mental, ainsi que du Grand traité sur l'apaisement et de l'examen mental, rédigés par le patriarche chinois du Tendaï, Zhiyi (538-597) » .

### Voyage en Chine
Après s'être établi au temple de Takaosan-ji, Saichō se rend huit mois en Chine, accompagné de son disciple Gishin (義眞) lequel parlait chinois, de 804 à 805, pour ramener les enseignements du Tiantai. Il voyage alors jusqu'au mont Tiantai ou il fut initié par Tao-sui (道邃, Dào-suì), le septième patriarche, aux méthodes de méditation, à la discipline ainsi qu'aux enseignements propre au Tiantai, notamment l'étude des sutras. Cette halte dura environ quatre mois et demi. Il passa le reste de son séjour chinois à copier des textes chinois avec l'intention de les ramener au Japon. Peu avant son embarquement, lui et Gishin rencontrèrent Shun-Hsiao un maître de l'ésotérisme mikkyō qui leur conféra une initiation et leur donna des enseignements, la nature de celle-ci étant encore l'objet de conjonctures. 
Après cette rencontre et de retour au Japon, Saichō encouragera ses principaux disciples à étudier sous la direction de Kukai, maître du bouddhisme ésotérique Shingon. Les deux hommes seront proches un certain temps, et Saicho recevra de Kukai les initiations (Abisheka-Kanjo) du mandala de la matrice, et celle du vajra. Plus tard, leurs routes divergeront. Par la suite, des disciples proches comme Ennin, et d'autres comme Enchin, ramèneront de Chine les enseignements tantriques (vajrayana) et les intégreront sous le nom de Taïmitsu dans le corpus d'enseignements du Tendai.

### Fondation du Tendai au Japon
À son retour, Saichō installe son école dans le monastère Enryaku-ji sur le mont Hiei (Hieizan), au nord-est de la capitale Heian, dans le but de protéger celle-ci des fantômes et autres calamités qui viennent traditionnellement de cette[Laquelle ?] « direction démoniaque ». Mais il a aussi le dessein de former un nouveau clergé, loin de l'agitation de l'ancienne capitale Nara. Il attire sur lui l'attention de la cour afin de pouvoir créer une nouvelle estrade d'ordination indépendante de celle du Tōdai-ji. Il formule de nouvelles règles disciplinaires qu'il qualifie de « parfaites et soudaines », accompagnées d'une doctrine propre à contrer celles de Nara, en particulier les écoles Sanron, Hossō et Kegon. 
Dans le premier mois de 806, l'école Tendai-Hokke-shū (天台 法 华 宗) obtient la reconnaissance officielle des autorités. L'empereur Kanmu fait publier un autre édit, permettant deux ordinations (nenbundosha) annuelles pour la nouvelle école de Saicho sur le mont Hiei. D'autre part, l'édit stipule que, à la demande de Saicho, que ces ordinations annuelles seront divisées en deux programmes d'étude : le cours shanagō, centré sur l'étude du Sutra Mahavairocana (la partie Mikkyo, shana étant l'abréviation de Birushana, la translittération japonaise de Vairocana), et le cours shikangō, basé sur l'étude du Maka Shikan (摩訶止觀), l'une des trois œuvres maîtresse du religieux chinois Chih-i 智 顗 (538-597), troisième patriarche du Tiantai, et qui en résumait les pratiques. Ainsi dès sa création, l'école Tendai japonaise a été fondée par Saicho à part égale sur les pratiques du Mikkyo et les méthodes de méditation du T'ien-t'ai. 
Sept jours après sa mort, Saicho reçoit le titre de Dengyō Daishi (伝教大師) « Grand Maitre qui apporte la doctrine », et l'Enryaku-ji est institué comme estrade d'ordination indépendante de celle du Tōdai-ji, avec l'autorisation de nommer douze moines par an.

## Apports de Saichō au bouddhisme japonais
Ce qui marque le passage de Saichō dans l'histoire du bouddhisme japonais, c'est sa lutte pour l'édification d'une estrade indépendante d'ordination selon les règles du Mahayana sur le mont Hiei. La première plate-forme d'ordination avait été construite au Todaî-ji cinquante ans plus tôt sous l'impulsion du moine chinois Jianzhen. Cela avait suscité une vive opposition de la part des six écoles de Nara, jusque-là seules habilitées par l'empereur à ordonner des prêtres selon les règles du Hinayana.
En butte à l'opposition des écoles de Nara, Saichō compose le Kenkairon (顕戒論) « Traité sur la clarification des préceptes », dans lequel il démontre l'authenticité et la vérité des règles disciplinaires du Mahayana qu'il préconise. Il le présente à l'empereur Saga, mais le traité est rejeté par les six écoles. Une supplique est alors rédigée, dans laquelle il résume les options majeures de son ouvrage et déplore le fait que ses moines devant passer par l'ordination hinayana ont tendance à s'écarter du chemin du Tendai, séduits par les lumières de la cour et l'espoir de profits mondains. Le Tendai leur impose en effet encore douze années de méditations appropriées, d'études et d'ascétisme sur le mont Hiei.
Le projet de Saichō équivaut donc à diversifier le système d'ordination et à permettre la pluralité des cultes bouddhiques au Japon. La reconnaissance des ordinations privées, qui avaient été interdites par l'empereur Shōmu (Nihon Ryōki), n'est dès lors plus très loin. C'est là un grand tournant que prend le bouddhisme japonais vers la diversité et vers l'ouverture de nouvelles écoles.